# ژاردن
ژاردن (انگلیسی: Jarden) شرکت کالای آمریکایی است، که در سال ۲۰۰۱ توسط مارتین فرانکلین تأسیس شد.